# Letland op het Eurovisiesongfestival 2003
Letland nam deel aan het Eurovisiesongfestival 2003 in Riga, Letland. Het was de 4de deelname van het land op het Eurovisiesongfestival. De selectie verliep via het jaarlijkse Eirodziesma, waarvan de finale plaatsvond op 1 februari 2003. LTV was verantwoordelijk voor de Letse bijdrage voor de editie van 2003.

## Selectieprocedure
De nationale finale werd gehouden in het Olympisch Centrum in Ventspils en werd gepresenteerd door Girts Licis en Ilze Jaunalksne.
In totaal deden er 15 artiesten mee aan deze finale en de winnaar werd gekozen door middel van televoting. 

| Volgorde | Artiest                         | Lied                  | Punten | Plaats | Punten | Plaats |
| -------- | ------------------------------- | --------------------- | ------ | ------ | ------ | ------ |
| 1.       | Madara Celma & Normunds Rutulis | Lead Me To Your Heart | 1562   | 13     |        |        |
| 2.       | F.L.Y.                          | Hello From Mars       | 43922  | 1      | 64850  | 1      |
| 3.       | Nicol                           | One More Dance        | 6770   | 6      |        |        |
| 4.       | Tatjana Timčuka                 | Roses And Tears       | 10235  | 4      | 14179  | 4      |
| 5.       | 4.elements                      | Long Way To Run       | 2361   | 10     |        |        |
| 6.       | Finally Swiched On              | Another Way           | 1116   | 15     |        |        |
| 7.       | Caffe                           | I Am Yours            | 1628   | 12     |        |        |
| 8.       | C-Stones                        | When The Rain Will Go | 5106   | 7      |        |        |
| 9.       | Kristīne Broka                  | Licence For Love      | 1533   | 14     |        |        |
| 10.      | Andris Ābelīte                  | Need Love             | 9309   | 5      | 12109  | 5      |
| 11.      | Jānis Stībelis                  | Maybe                 | 4165   | 8      |        |        |
| 12.      | Madara Celma                    | Away From You         | 10795  | 3      | 16175  | 3      |
| 13.      | Elīna Fūrmane                   | Right Way             | 3986   | 9      |        |        |
| 14.      | Fomins & Kleins                 | Muzikants             | 22248  | 2      | 43304  | 2      |
| 15.      | Julian                          | U Can’t Stop Me       | 1650   | 11     |        |        |

## In Riga
Op het festival in hun thuisland moest Letland aantreden als 21ste, net na Polen en voor België.
Op het einde van de puntentelling bleek dat Letland 24ste was geworden met 5 punten. 
België en Nederland hadden geen punten over voor deze inzending.

### Gekregen punten

#### Finale
| 12 punten | 10 punten | 8 punten | 7 punten | 6 punten |
| --------- | --------- | -------- | -------- | -------- |
|           |           |          |          |          |
| 5 punten  | 4 punten  | 3 punten | 2 punten | 1 punt   |
| - Estland |           |          |          |          |

### Punten gegeven door Letland

#### Finale
Punten gegeven in de finale:
| Punten    | Land       |
| --------- | ---------- |
| 12 punten | Rusland    |
| 10 punten | België     |
| 8 punten  | Polen      |
| 7 punten  | Noorwegen  |
| 6 punten  | Zweden     |
| 5 punten  | Oekraïne   |
| 4 punten  | Oostenrijk |
| 3 punten  | IJsland    |
| 2 punten  | Duitsland  |
| 1 punt    | Ierland    |